# Peter S. Wyse Jackson
Dr. Peter Sherlock Wyse Jackson (1955, Kilkenny, Irlanda) es un botánico irlandés. Se gradúa en el Trinity College, Dublín, con cuyos jardines botánicos están asociados. En 2005 oposita y gana la Dirección del "National Botanic Gardens" en Glasnevin, Dublín. Su padre fue Robert Wyse Jackson, obispo de Limerick y Dean de Cashel.
Ha escrito artículos académicos sobre conservación florística, jardines botánicos, conservación de la flora amenazada de las Islas.

## Algunas publicaciones

### Libros
- Wyse Jackson, Peter; Skeffington, Micheline Sheehy (1984). Flora of Inner Dublin. Dublín: Royal Dublin Society. ISBN 0-86027-015-7.
- Wyse Jackson, Peter (1987). The story of the botanic gardens of Trinity College Dublin, 1687-1987. Dublín: Trinity College Botanic Garden.
- Cullen, J. (et al.) (1988). The Cultivation & Propagation of Threatened Plants: A Proposal for the Documentation of Botanic Garden Methods. Richmond: IUCN Botanic Gardens Conservation Secretariat.
- Wyse Jackson, Peter (1988). Rare & Threatened Palms of the New World: Questionnaire &  Preliminary Report on Their Occurrence in Botanic Gardens. Cambridge: Botanic Gardens Conservation Secretariat.
- Heywood, Christine A.; Vernon H. Heywood, con Peter Wyse Jackson (1990). International Directory of Botanical Gardens (5ª ed. edición). Königstein: Koeltz Scientific Books. ISBN 3-87429-319-X.
- Heywood, V. H.; & P. S. Wyse Jackson (eds.) (1991). Tropical Botanic Gardens: Their Role in Conservation & Development. Londres: Academic Press. pp. 375 pp. ISBN 0-12-346850-7.
- Willison, Julia; Peter Wyse Jackson (eds.) (1992). A Natural Environment for Learning: Proceedings of an International Congress on Education in Botanic Gardens Held in Utrecht, The Netherlands, 14-16 mayo 1991. Richmond: Botanic Gardens Conservation International. ISBN 0-9520275-0-X.
- Wyse-Jackson, Peter (1994). Irish Trees & Shrubs. Belfast: Appletree Press. ISBN 0-86281-420-0.
- Wyse Jackson, P. S.; & J. R. Akeroyd (1994). Guidelines to Be Followed in the Design of Plant Conservation or Recovery Plans. Strasbourg: Council of Europe Press. ISBN 92-871-2494-9.
- Akeroyd, John; Noel McGough, & Peter Wyse Jackson (1994). A CITES Manual for Botanic Gardens. Richmond: Botanic Gardens Conservation International. pp. 32 pp. ISBN 0-9520275-1-8.
- Wyse Jackson, Peter S.; Janice Dean (1994). Trees & Shrubs of Ireland (Appletree Pocket Guides). Londres: Appletree Press Ltd. ISBN 0-86281-420-0.
- Akeroyd, John; Peter Wyse Jackson (1995). A Handbook for Botanic Gardens on the Reintroduction of Plants to the Wild. Richmond: Botanic Gardens Conservation International. ISBN 0-9520275-2-6.
- Wyse Jackson, Peter S.; Julia Willison (1996). Plant Conservation in the Caribbean Islands: The Role of Botanic Gardens: Proc. Caribbean Islands Botanic Gardens Workshop hecho del sábado 29 junio al lunes 1 julio 1996 en Grand Cayman, Indias Occidentales. Richmond: Botanic Gardens Conservation International.
- Burbridge, Brinsley; Peter Wyse Jackson (eds.) (1998). Conservation Action Plan for Botanic Gardens of the Caribbean Islands. Richmond: Botanic Gardens Conservation International. ISBN 0-9520275-5-0.
- Wyse Jackson, P. S.; Sutherland, L. A. (2000). International Agenda for Botanic Gardens in Conservation. Richmond: Botanic Gardens Conservation International. ISBN 0-9520275-9-3.
- Cheney, Judith; Joaquin Navarrete Navarro, & Peter Wyse Jackson (eds.) (2000). Action Plan for Botanic Gardens in the European Union. Meise: National Botanic Garden of Belgium. ISBN 90-72619-45-5.
- Wyse Jackson, P. S. (2008). Irish Trees & Shrubs (Pocket Guides). Londres: Appletree Press Ltd. pp. 128 pp. ISBN 0-86281-988-1.
- Wyse Jackson, P. S. (2008). Trees & Shrubs (Ireland's Flora & Fauna Series). Londres: Appletree Press Ltd. pp. 128 pp. ISBN 1-84758-054-8.
- D'Arcy, Gordon; Ruth Isabel Ross & Peter Wyse-Jackson (2008). Ireland's Flora & Fauna Collection (Flora & Fauna). Londres: Appletree Press Ltd. pp. 384 pp. ISBN 1-84758-060-2.

- La abreviatura «P.S.Wyse Jacks.» se emplea para indicar a Peter S. Wyse Jackson como autoridad en la descripción y clasificación científica de los vegetales.[2]